# Документальное кино
Документа́льное кино́ — вид киноискусства, материалом которого являются съёмки подлинных событий. Его появление непосредственно связано с зарождением кинематографа. Первые съёмки пионеров кино братьев Люмьер 1895 года были осуществлены с натуры.
Британский продюсер и режиссёр документальных и учебных фильмов Джон Грирсон (именно он в 1926 году в своей рецензии на фильм американского режиссёра Роберта Флаэрти «Моана южных морей» впервые в англоязычном мире употребил термин «документальный») определял документальность в кино как «творческую разработку действительности».
Произведения мастеров-документалистов нередко поднимаются до серьёзных философских обобщений.
В документальном кино применяется как постановочная, так и репортажная съёмка, а также используются архивные материалы. Применяемый в игровом кино приём реконструкции исторических событий к документалистике не относится.

## Определение
Термин «документальный фильм» вошёл в употребление в конце 1920-х годов. В рецензии на фильм Роберта Флаэрти «Моана южных морей», опубликованной 8 февраля 1926 года в газете The New York Sun, Джон Грирсон отметил его «документальную ценность». Однако ещё до Грирсона во Франции этим термином обозначались фильмы, основанные на материалах, снятых во время путешествий. Позже сам Грирсон указывал на французские корни своего определения. В 1933 году в эссе «Документальный продюсер» он определил документальное кино как «творческую разработку действительности».
В СССР понятие «документальный фильм» распространилось прежде всего благодаря критикам Николаю Лебедеву и Владимиру Ерофееву. В августе 1926 года в своих статьях они впервые стали употреблять это определение, сославшись на его широкое использование во Франции. 10 декабря 1926 года в своей речи, посвящённой познавательному кино, на собрании членов Ассоциации революционных кинематографистов (АРК) Ерофеев говорил о «неигровом и документальном кино». Распространённое до этого в русском языке определение «неигровой фильм» с течением времени вышло из обихода.

## Общая систематика
В систематике продукции экранных искусств (таких как кино, телевидение, мультимедиа), независимо от темы и изображаемого объекта, принято основное разделение на игровые и неигровые фильмы.
К первым относят продукты драматического действия, ко вторым — все остальные (то есть те, основа, сущность, «движущая сила» которых не является драматическим действием).
Соответственно, они также отличаются и драматургически. При этом в произведениях документалистики могут использоваться как фрагменты игровых фильмов, так и элементы инсценировки, провокации, другие постановочные приёмы, придуманные специально.
Первые документальные фильмы были сняты ещё на заре кинематографа. Например, «Выход рабочих с фабрики» или «Прибытие поезда на вокзал Ла-Сьота» 1895 года Огюста и Луи Люмьеров — это репортажная хроника, а их же «Нью-Йорк: Бродвей и площадь Юнион» 1896 года — другой вид документального наблюдения, так называемые «жанровые сценки».

### Задачи документалистики
- Средство обучения и просвещения (учебные фильмы).
- Исследование (географическое, зоологическое, историческое, этнографическое и так далее).
- Пропаганда (науки, товара, технологии, религии и так далее).
- Кинохроника (длительное наблюдение за событием, репортаж и тому подобные).
- Публицистика.

Объединяет их общая для всего документального кино задача: «рассказать нам о мире, в котором мы живём» (Хью Бэдли).

### Техника
- Кинематографическая (оптический носитель, киноплёнка).
- Видео (аналоговые и цифровые носители).
- Компьютер (мультимедиа).

Современное фильмопроизводство чаще всего использует комбинацию доступных техник, однако в итоге продукт представляется для проката на каком-либо одном носителе («переводится в формат»).

### Средства проката
- телефильм (для телевещательной сети; на видеоносителе)
- кинофильм (для проката в сети кинотеатров)
- так называемое «сетевое видео» (для трансляции в Интернете).

## Поджанры документального кино

### Документальная анимация
Использование анимации в документалистике имеет уже столетнюю историю: первым документальным анимационным фильмом считается «Гибель «Лузитании»» 1918 года. Использование мультипликации существенно раздвигает рамки возможностей, позволяя показать события, которые не удалось снять вживую.

### Учебные фильмы
Ещё одна категория фильмов, которую по распространённой и уже укоренившейся ошибке относят к документальному кино, — это учебные (образовательные) фильмы, используемые в учебном процессе в качестве вспомогательных средств. Кинематограф способен замедлить быстрые процессы и тем самым сделать их видимыми, показать скрытые от глаз явления, увеличить мельчайшие предметы, с помощью мультипликации сделать зримыми обобщения и абстракции. Его образовательный потенциал стали использовать сразу после появления первых фильмов братьев Люмьер (1895). В 1898 году во Франции был снят первый учебный фильм. В 1908 году производство учебных фильмов началось в США. В России первые учебные фильмы были показаны в 1897 году. С 1907 года они снимались на отечественных кинофабриках. В 1930-е годы в СССР было организовано массовое производство учебных фильмов. В Москве были созданы кинолаборатории «Школфильм» и «Вузфильм». Учебные фильмы снимались и на студиях документальных и научно-популярных фильмов. В министерстве просвещения СССР была создана сеть фильмотек, которые снабжали школы учебными фильмами.

### Художественно-документальное кино
Художественно-документальное кино является смешанным жанром на основе документалистики. Большую часть таких фильмов составляют документальные кадры, но при этом часть отсутствующего или недоступного документального материала заменяется реконструкцией событий в исполнении профессиональных или непрофессиональных актёров. Примером такого кино является фильм Романа Кармена «Вьетнам», в котором из-за того, что вьетнамские власти опасались за безопасность советских кинооператоров, многие исторические сцены недавних боёв были инсценированы. При этом в начальных титрах Роман Кармен указал, что фильм «художественно-документальный». В наше время художественно-документальных фильмов с игровой реконструкцией событий силами драматических актёров появляется всё больше, но современные кинорежиссёры уже не считают нужным утруждать себя предупреждением зрителя о наличии в «документальном» фильме постановочных кадров, что постепенно сближает такое кино с псевдодокументалистикой.

### Докудрама
Докудрама или «документальная драма» — современный популярный «гибридный» жанр игрового кино, но не являющийся документальным по сути, делающий упор на воспроизведение исторических событий силами драматических актёров, но внешне подающийся в форме документального или научно-популярного фильма. Примерами докудрамы являются популярные исторические и историко-биографические сериалы BBC, такие как «Древний Рим: Расцвет и падение империи» (Ancient Rome: The Rise and Fall of an Empire) или «Великие воины: Герои и злодеи» (Warriors. Heroes and Villains).

### Псевдодокументальное кино
Псевдодокументальное кино или т. н. «мокьюментари», описывает вымышленные события, выдавая их за действительные: например, телепередача BBC об урожае спагетти в Швейцарии, американский проект «Ведьмы из Блэр», российский фильм «Первые на Луне». Фильмы этого жанра используют сюжетное построение и эстетику, подчёркнуто заимствованные из документального кино.

## Стили и методы документального кино
Американский кинокритик и теоретик кино, автор многих научных работ Билл Николз типологизировал стили и методы, имеющиеся в арсенале режиссёров-документалистов:
- поэтический[комм. 1];
- разъясняющий[комм. 2];
- участвующий[комм. 3];
- наблюдательный[комм. 4];
- рефлексивный[комм. 5];
- перформативный[комм. 6].

Причём, каждый фильм — это сочетание нескольких методов.

## Российское и советское документальное кино
В 1896 году братья Люмьер отправили операторов в разные страны с заданием снять интересные кинокадры. Первой съёмкой в Российской империи стал «Вид харьковского вокзала в момент отхода поезда с находящимся на платформе начальством». Первые киносюжеты, снятые в основном французскими операторами, представляли собой документальные хроники из жизни императорской семьи. В 1907 году началось отечественное кинопроизводство. Информационная хроника изобиловала военными парадами, торжественными выходами царствующих особ, наводнениями, пожарами, этнографическими и экзотическими видовыми съёмками.
В советское время документальное кино было и востребовано властью и пользовалось популярностью. Документальные фильмы не только освещали новости, но и были инструментом коммунистической пропаганды, служили государственным интересам. Особую роль играли киножурналы, которые демонстрировались практически перед каждым сеансом художественного фильма.

Центральное место в производстве кинопериодики второй половины двадцатых годов занимает еженедельный «Совкино-журнал», напоминающий современные «Новости дня». Журнал монтировался из репортажных снимков наиболее актуальных текущих событий и предназначался для общей киносети. <…> В союзных республиках и наиболее крупных областных центрах выпускаются киножурналы республиканского и областного значения. В Харькове издаётся украинский «Кино-Тыджень», в Минске — белорусский киножурнал, в Тбилиси — грузинский, в Ростове-на-Дону — северокавказский, в Свердловске — уральский.

Более значительным политическим и культурным событиям посвящаются специальные киноочерки, например: «Пятнадцатый партсъезд», «Шахтинский процесс», «Подписание советско-персидского договора», «Приезд Горького», «Всесоюзный праздник физкультуры».
Ряд талантливых советских режиссёров-документалистов, несмотря на все трудности, смогли пробиться и создать фильмы, вошедшие в золотой фонд мирового документального киноискусства. Особенно следует отметить режиссёров Дзигу Вертова, Льва Кулешова, Александра Медведкина, Владимира Ерофеева, Романа Кармена, Михаила Ромма, Артавазда Пелешяна.
Современное российское неигровое кино — это сотни разных студий во многих регионах страны. Это тысячи фильмов и документальных телепрограмм, созданных с 1991 года. Этот огромный материал плохо изучен и недостаточно востребован (например, из сотен снятых на государственные деньги в 2010-е годы документальных фильмов до зрителя дошли лишь несколько десятков).

## Кинофестивали документальных фильмов
По состоянию на 2008 год аккредитацию FIAPF имеют три фестиваля документальных фильмов:
- Кинофестиваль в Бильбао
- Кинофестиваль в Кракове
- Международный кинофестиваль «Послание к Человеку» в Санкт-Петербурге

### Прочие
- Международный фестиваль документального и анимационного кино в Лейпциге с 1955 года
- Фестиваль документального кино в Амстердаме с 1988 года
- Открытый фестиваль документального кино «Россия» в Свердловске/Екатеринбурге с 1988 года
- Фестиваль документального кино «Флаэртиана» в Перми с 1995 года
- Кинофестиваль документальных фильмов «Вертикаль» в Москве с 1998 года
- Байкальский международный фестиваль научно-популярных и документальных фильмов «Человек и природа» с 1999 года
- Фестиваль документального кино «Лавровая ветвь» в Москве с 2000 года
- DocPoint в Хельсинки с 2002 года
- Международный кинофестиваль документальной мелодрамы «Саратовские страдания» с 2004 года
- Свободная мысль (Московский кинофестиваль) — программы документальных шедевров со всего мира в рамках ММКФ (Московского Международного кинофестиваля) с 2006 года
- Фестиваль авторского документального кино «Артдокфест» в Москве с 2007 года
- Открытый Всероссийский фестиваль документальных фильмов «Соль земли» в Самаре с 2008 года
- Фестиваль документального кино стран СНГ «Евразия. DOC» в Минске и Смоленске с 2016 года

## Комментарии
1. ↑  «… фильм не стремится выдвинуть теорию и подтвердить её фактами, здесь важнее эстетика: композиция, постановка кадра, ритм повествования»[4].
2. ↑  «сценарий собирает все перечисленные в фильме факты воедино и складывает из них определённую версию событий или точку зрения»[4].
3. ↑  «снято взаимодействие между документалистом и объектом исследования, при котором сам документалист не наблюдает событие, а активно в нём участвует»[4].
4. ↑  «Документалистика наблюдения стремится к реализму: документалист показывает реальность, включив камеру и не вмешиваясь в процесс. Это „кино без комментариев“»[4].
5. ↑  «Такие фильмы разоблачают сам процесс съёмки, рассуждают о том, как делается документальное кино и как оно влияет на героев своего повествования»[4].
6. ↑  «… документалист показывает общественно-политическую или историческую реальность через призму своего личного опыта»[4].